# Wereldkampioenschap superbike van Portimão 2019
Het wereldkampioenschap superbike van Portimão 2019 was de tiende ronde van het wereldkampioenschap superbike en de negende ronde van het wereldkampioenschap Supersport 2019. De races werden verreden op 7 en 8 september 2019 op het Autódromo Internacional do Algarve nabij Portimão, Portugal.

## Superbike

### Race 1
| Pos | Nr | Rijder                | Constructeur | Rondes | Tijd        | Grid | Punten |
| --- | -- | --------------------- | ------------ | ------ | ----------- | ---- | ------ |
| 1   | 1  | Jonathan Rea          | Kawasaki     | 20     | 34:19.341   | 1    | 25     |
| 2   | 7  | Chaz Davies           | Ducati       | 20     | +3.891      | 12   | 20     |
| 3   | 60 | Michael van der Mark  | Yamaha       | 20     | +6.168      | 10   | 16     |
| 4   | 19 | Álvaro Bautista       | Ducati       | 20     | +8.564      | 6    | 13     |
| 5   | 91 | Leon Haslam           | Kawasaki     | 20     | +8.877      | 4    | 11     |
| 6   | 54 | Toprak Razgatlıoğlu   | Kawasaki     | 20     | +10.404     | 13   | 10     |
| 7   | 22 | Alex Lowes            | Yamaha       | 20     | +13.495     | 5    | 9      |
| 8   | 11 | Sandro Cortese        | Yamaha       | 20     | +21.345     | 3    | 8      |
| 9   | 33 | Marco Melandri        | Yamaha       | 20     | +21.582     | 8    | 7      |
| 10  | 21 | Michael Ruben Rinaldi | Ducati       | 20     | +22.486     | 11   | 6      |
| 11  | 81 | Jordi Torres          | Kawasaki     | 20     | +22.701     | 7    | 5      |
| 12  | 28 | Markus Reiterberger   | BMW          | 20     | +27.132     | 9    | 4      |
| 13  | 66 | Tom Sykes             | BMW          | 20     | +34.484     | 2    | 3      |
| 14  | 36 | Leandro Mercado       | Kawasaki     | 20     | +36.612     | 16   | 2      |
| 15  | 13 | Takumi Takahashi      | Honda        | 20     | +46.877     | 17   | 1      |
| 16  | 76 | Loris Baz             | Yamaha       | 20     | +47.901     | 15   |        |
| 17  | 20 | Sylvain Barrier       | Ducati       | 20     | +1:00.704   | 20   |        |
| 18  | 52 | Alessandro Delbianco  | Honda        | 20     | +1:00.767   | 19   |        |
| 19  | 23 | Ryuichi Kiyonari      | Honda        | 20     | +1:09.039   | 18   |        |
| DNF | 50 | Eugene Laverty        | Ducati       | 12     | Uitgevallen | 14   |        |

### Superpole
| Pos | Nr | Rijder                | Constructeur | Rondes | Tijd      | Grid | Punten |
| --- | -- | --------------------- | ------------ | ------ | --------- | ---- | ------ |
| 1   | 1  | Jonathan Rea          | Kawasaki     | 10     | 17:00.806 | 1    | 12     |
| 2   | 19 | Álvaro Bautista       | Ducati       | 10     | +2.103    | 6    | 9      |
| 3   | 22 | Alex Lowes            | Yamaha       | 10     | +2.384    | 5    | 7      |
| 4   | 54 | Toprak Razgatlıoğlu   | Kawasaki     | 10     | +4.053    | 13   | 6      |
| 5   | 91 | Leon Haslam           | Kawasaki     | 10     | +4.318    | 4    | 5      |
| 6   | 60 | Michael van der Mark  | Yamaha       | 10     | +5.423    | 10   | 4      |
| 7   | 66 | Tom Sykes             | BMW          | 10     | +6.287    | 2    | 3      |
| 8   | 11 | Sandro Cortese        | Yamaha       | 10     | +7.340    | 3    | 2      |
| 9   | 76 | Loris Baz             | Yamaha       | 10     | +7.462    | 15   | 1      |
| 10  | 7  | Chaz Davies           | Ducati       | 10     | +8.507    | 12   |        |
| 11  | 21 | Michael Ruben Rinaldi | Ducati       | 10     | +12.834   | 11   |        |
| 12  | 81 | Jordi Torres          | Kawasaki     | 10     | +13.077   | 7    |        |
| 13  | 33 | Marco Melandri        | Yamaha       | 10     | +13.674   | 8    |        |
| 14  | 28 | Markus Reiterberger   | BMW          | 10     | +14.425   | 9    |        |
| 15  | 50 | Eugene Laverty        | Ducati       | 10     | +16.591   | 14   |        |
| 16  | 36 | Leandro Mercado       | Kawasaki     | 10     | +20.413   | 16   |        |
| 17  | 13 | Takumi Takahashi      | Honda        | 10     | +27.226   | 17   |        |
| 18  | 20 | Sylvain Barrier       | Ducati       | 10     | +29.744   | 20   |        |
| 19  | 52 | Alessandro Delbianco  | Honda        | 10     | +30.032   | 19   |        |
| 20  | 23 | Ryuichi Kiyonari      | Honda        | 10     | +31.113   | 18   |        |

### Race 2
| Pos | Nr | Rijder                | Constructeur | Rondes | Tijd      | Grid | Punten |
| --- | -- | --------------------- | ------------ | ------ | --------- | ---- | ------ |
| 1   | 19 | Álvaro Bautista       | Ducati       | 20     | 34:18.017 | 2    | 25     |
| 2   | 1  | Jonathan Rea          | Kawasaki     | 20     | +0.111    | 1    | 20     |
| 3   | 54 | Toprak Razgatlıoğlu   | Kawasaki     | 20     | +4.576    | 4    | 16     |
| 4   | 22 | Alex Lowes            | Yamaha       | 20     | +8.119    | 3    | 13     |
| 5   | 91 | Leon Haslam           | Kawasaki     | 20     | +8.185    | 5    | 11     |
| 6   | 76 | Loris Baz             | Yamaha       | 20     | +11.187   | 9    | 10     |
| 7   | 60 | Michael van der Mark  | Yamaha       | 20     | +11.217   | 6    | 9      |
| 8   | 33 | Marco Melandri        | Yamaha       | 20     | +16.488   | 11   | 8      |
| 9   | 66 | Tom Sykes             | BMW          | 20     | +17.188   | 7    | 7      |
| 10  | 11 | Sandro Cortese        | Yamaha       | 20     | +18.352   | 8    | 6      |
| 11  | 81 | Jordi Torres          | Kawasaki     | 20     | +20.888   | 10   | 5      |
| 12  | 21 | Michael Ruben Rinaldi | Ducati       | 20     | +26.491   | 13   | 4      |
| 13  | 28 | Markus Reiterberger   | BMW          | 20     | +28.061   | 12   | 3      |
| 14  | 50 | Eugene Laverty        | Ducati       | 20     | +30.993   | 15   | 2      |
| 15  | 36 | Leandro Mercado       | Kawasaki     | 20     | +33.331   | 16   | 1      |
| 16  | 7  | Chaz Davies           | Ducati       | 20     | +39.825   | 14   |        |
| 17  | 13 | Takumi Takahashi      | Honda        | 20     | +48.441   | 17   |        |
| 18  | 20 | Sylvain Barrier       | Ducati       | 20     | +53.560   | 20   |        |
| 19  | 23 | Ryuichi Kiyonari      | Honda        | 20     | +56.409   | 18   |        |
| 20  | 52 | Alessandro Delbianco  | Honda        | 20     | +1:03.666 | 19   |        |

## Supersport
De race werd na 13 ronden stilgelegd vanwege de omstandigheden op de baan. De race werd niet herstart; de uitslag van de race werd samengesteld op basis van de laatste sector die de coureur had voltooid. Gianluca Sconza werd gediskwalificeerd omdat hij een ride through penalty negeerde, die hij kreeg vanwege het maken van een valse start.
| Pos | Nr | Rijder                | Constructeur | Rondes | Tijd              | Grid | Punten |
| --- | -- | --------------------- | ------------ | ------ | ----------------- | ---- | ------ |
| 1   | 64 | Federico Caricasulo   | Yamaha       | 13     | 23:37.682         | 1    | 25     |
| 2   | 21 | Randy Krummenacher    | Yamaha       | 13     | +0.333            | 2    | 20     |
| 3   | 44 | Lucas Mahias          | Kawasaki     | 13     | +0.645            | 3    | 16     |
| 4   | 16 | Jules Cluzel          | Yamaha       | 13     | +2.605            | 8    | 13     |
| 5   | 86 | Ayrton Badovini       | Kawasaki     | 13     | +3.125            | 6    | 11     |
| 6   | 94 | Corentin Perolari     | Yamaha       | 13     | +8.120            | 13   | 10     |
| 7   | 78 | Hikari Okubo          | Kawasaki     | 13     | +8.390            | 7    | 9      |
| 8   | 95 | Jules Danilo          | Honda        | 13     | +10.138           | 9    | 8      |
| 9   | 84 | Loris Cresson         | Yamaha       | 13     | +10.338           | 14   | 7      |
| 10  | 71 | Miquel Pons           | Yamaha       | 13     | +10.538           | 10   | 6      |
| 11  | 56 | Péter Sebestyén       | Honda        | 13     | +11.019           | 15   | 5      |
| 12  | 61 | Gabriele Ruiu         | Honda        | 13     | +1 sector         | 12   | 4      |
| 13  | 31 | Daniel Valle          | Yamaha       | 13     | +1 sector         | 11   | 3      |
| 14  | 22 | Federico Fuligni      | MV Agusta    | 13     | +1 sector         | 21   | 2      |
| 15  | 74 | Jaimie van Sikkelerus | Honda        | 13     | +1 sector         | 19   | 1      |
| 16  | 30 | Glenn van Straalen    | Kawasaki     | 13     | +1 sector         | 18   |        |
| 17  | 10 | Nacho Calero          | Kawasaki     | 13     | +1 sector         | 16   |        |
| 18  | 47 | Rob Hartog            | Kawasaki     | 13     | +1 sector         | 22   |        |
| 19  | 65 | Michael Canducci      | Yamaha       | 12     | +1 ronde          | 23   |        |
| 20  | 40 | Alen Győrfi           | Yamaha       | 12     | +1 ronde          | 26   |        |
| 21  | 67 | Gaëtan Matern         | Kawasaki     | 12     | +1 ronde          | 25   |        |
| DNF | 3  | Raffaele De Rosa      | MV Agusta    | 12     | Uitgevallen       | 5    |        |
| DNF | 6  | María Herrera         | Yamaha       | 6      | Ongeluk           | 20   |        |
| DNF | 32 | Isaac Viñales         | Yamaha       | 5      | Uitgevallen       | 4    |        |
| DNF | 4  | Christian Stange      | Honda        | 3      | Ongeluk           | 17   |        |
| DNF | 11 | Kyle Smith            | Kawasaki     | 3      | Ongeluk           | 27   |        |
| DSQ | 53 | Gianluca Sconza       | Honda        | 9      | Gediskwalificeerd | 24   |        |

## Tussenstanden na wedstrijd

### Superbike
| Pos | Nr | Rijder               | Team     | Punten |
| --- | -- | -------------------- | -------- | ------ |
| 1   | 1  | Jonathan Rea         | Kawasaki | 490    |
| 2   | 19 | Álvaro Bautista      | Ducati   | 399    |
| 3   | 22 | Alex Lowes           | Yamaha   | 249    |
| 4   | 60 | Michael van der Mark | Yamaha   | 244    |
| 5   | 91 | Leon Haslam          | Kawasaki | 229    |

### Supersport
| Pos | Nr | Rijder              | Team     | Punten |
| --- | -- | ------------------- | -------- | ------ |
| 1   | 21 | Randy Krummenacher  | Yamaha   | 193    |
| 2   | 64 | Federico Caricasulo | Yamaha   | 183    |
| 3   | 16 | Jules Cluzel        | Yamaha   | 145    |
| 4   | 44 | Lucas Mahias        | Kawasaki | 98     |
| 5   | 78 | Hikari Okubo        | Kawasaki | 82     |

2008 · 2009 · 2010 · 2011 · 2012 · 2013 · 2014 · 2015 · 2017 · 2018 · 2019 · 2020 · 2021 · 2022 · 2023 · 2024 · 2025